# Olga Dawidowna Daschewskaja
Olga Dawidowna Daschewskaja (russisch Ольга Давидовна Дашевская; * 26. März 1924 in Charkow; † 29. Juli 2015 in Moskau) war eine sowjetisch-russische Prähistorikerin.

## Leben
Daschewskaja besuchte die Schule in Moskau, wohin die Familie 1926 gezogen war. Nach dem Schulabschluss 1941 mit Goldmedaille begann sie das Studium an der Lomonossow-Universität Moskau (MGU) in der Historischen Fakultät. Nach Ausbruch des Deutsch-Sowjetischen Kriegs nahm sie im Herbst 1941 an der Verteidigung Moskaus teil (Feuerbekämpfung, Gräben ausheben) und wurde am Ende des Jahres mit der MGU nach Aschchabad evakuiert. Dort nahm sie mit MGU-Studenten an Ausgrabungen in der Umgebung teil. Die MGU kehrte noch während des Krieges ab 1943 nach Moskau zurück.
1946 schloss Daschewskaja das Studium am MGU-Lehrstuhl für Archäologie bei Artemi Arzichowski und Boris Grakow ab. Die anschließende dreijährige Aspirantur am Institut für Geschichte der Materiellen Kultur (IIMK) der Akademie der Wissenschaften der UdSSR in Moskau schloss sie 1949 ab. Von 1947 bis 1952 nahm sie an der von Pawel Schulz und Alexander Karassjow geleiteten archäologischen Taurien-Skythen-Expedition teil. 1951 und 1952 leitete sie eine separate Gruppe dieser Expedition. Sie verteidigte 1954 ihre Dissertation über skythische Wallburgen auf der Krim mit Erfolg für die Promotion zur Kandidatin der historischen Wissenschaften. Sie beteiligte sich weiter an der Taurien-Skythen-Expedition (bis 1959), die Ausgrabungen im skythischen Neapolis am linken Salhyr-Ufer im Südost-Teil Simferopols und an weiteren Stätten durchführte.
Von 1957 bis 1979 war Daschewskaja Mitarbeiterin des Instituts für Archäologie der Akademie der Wissenschaften der UdSSR. Ab 1960 leitete sie die Donuslaw-Expedition des Instituts für Archäologie. Ausgegraben wurde die Wallburg Beljaus auf dem Nordwest-Ende der Donuslaw-Nehrung, die zu Chersones gehört hatte und von den Skythen übernommen worden war.